# Hans Ehard

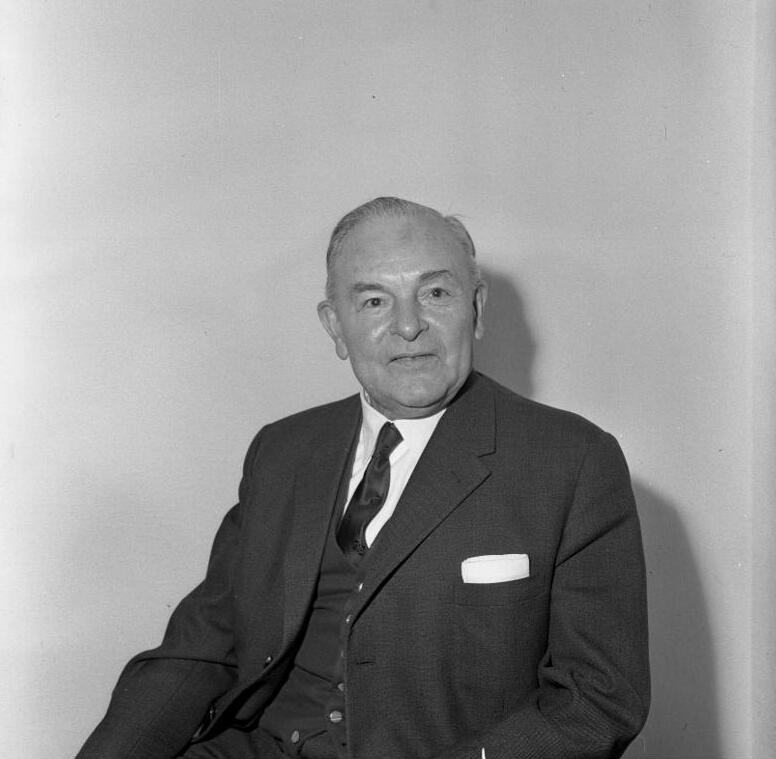
Hans Ehard (1961)

Hans Ehard, född 10 november 1887 i Bamberg, död 18 oktober 1980 i München, tysk jurist och politiker (CSU), ministerpresident i Bayern 1945-1954 och 1960-1962, partiordförande för CSU 1949-1955, justitieminister i Bayern 1945, 1962-1966, president i Bayerns lantdag 1954-1960, ordförande i Tysklands förbundsråd 1950-1951, 1961-1962
Ehard studerade juridik i München och Würzburg 1907-1912. 1912 promoverades han till Dr. jur. Han deltog i första världskriget 1914-1918 och blev 1919 medlem i Bayerische Volkspartei 1919. 1919 började han sin tjänst vid Bayerns justitieministerium. Han fanns med på åklagarsidan vid högförräderiåtalet mot Adolf Hitler 1924
1933 lämnade han frivilligt sin post sedan Hans Frank utsetts till justitieminister i Bayern. Han blev nu senatspresident vid Oberlandesgericht München och 1937 vid Erbhofsgericht München. 
Efter andra världskrigets slut blev han medlem i CSU. 21 december 1946 utsågs han till ministerpresident i Bayern. Först ledde han koalition med CSU, SPD och Wirtschaftliche Aufbau-Vereinigung men CSU bildade en egen minoritetsregering 1947. Åren 1950-1954 ledde han en koalitionsregering med CSU och SPD.
Ehard ligger begravd på Waldfriedhof i München.